# Cykarzew Południowy
Cykarzew Południowy – wieś w Polsce położona w województwie śląskim, w powiecie częstochowskim, w gminie Mykanów.
W latach 1975–1998 miejscowość administracyjnie należała do województwa częstochowskiego.
| SIMC    | Nazwa     | Rodzaj    |
| ------- | --------- | --------- |
| 1001622 | Komorniki | część wsi |